# 伊藤武郎
伊藤 武郎（いとう たけろう、1910年7月17日 - 2001年11月29日）は、日本の映画プロデューサー、労働運動家。日本映画演劇労働組合の初代委員長として、東宝争議を指揮した。本名伊藤 武男（いとう たけお）。

## 人物・来歴
1910年（明治43年）7月17日、福井県に「伊藤武男」として生まれる。
東京に移り、早稲田大学に入学、同学を卒業後の1937年（昭和12年）、東宝映画（現在の東宝）に入社する。東宝映画東京撮影所（現在の東宝スタジオ）で、1942年（昭和17年）、渡辺邦男監督の『武蔵坊弁慶』で伊藤基彦とともに初めて「製作」に名を連ね、映画プロデューサーとなる。
第二次世界大戦終結の翌年、1946年（昭和21年）2月に東宝撮影所で東宝争議が起きる。同年4月28日、映画・演劇の産業別労働組合である日本映画演劇労働組合（日映演）を1万人を超える組織人員で結成、初代委員長に就任する。1947年（昭和22年）には、山本薩夫・亀井文夫共同監督、宮島義勇撮影による映画『戦争と平和』をプロデュースし、同年７月22日に東宝が配給して公開される。1948年（昭和23年）4月8日、伊藤は、東宝から他の270名とともに解雇を通告され、第3次争議が勃発する。伊藤は会社側と折衝し、自らを含む争議指導者20人の解雇と引き換えに、一方的な大量解雇を撤回、要求を貫徹した。
東宝退社後、1950年（昭和25年）、新星映画を設立し、映画をプロデュースしつづけた。1953年（昭和28年）には新世紀映画を設立、1954年（昭和29年）には独立系配給会社北星映画が破綻し、独立映画となったので、同社の代表に就任した。同年、新星映画、キヌタプロダクションのスタッフを結集して中央映画を設立、調布市に中央映画撮影所を建設・オープンした。同撮影所は1957年（昭和32年）ころまでは稼働したが、調布映画撮影所と社名を変更し、レンタルスタジオになったあと、1960年（昭和35年）には取り壊された。
2001年（平成13年）11月29日、肺炎のため死去した。満91歳没。『戦争と平和』、『人間の壁』、『どっこい生きてる』、『ひめゆりの塔』がおもな代表作である。1976年、日本映画テレビプロデューサー協会よりエランドール賞が贈与。

## おもなフィルモグラフィ

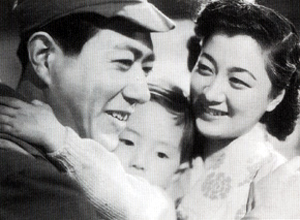
『戦争と平和』、1947年。

- 『武蔵坊弁慶』 : 監督渡辺邦男、撮影友成達雄、主演岡譲二・山田五十鈴、1942年 - 東宝映画東京撮影所
- 『南海の花束』 : 監督阿部豊、撮影小原譲治、主演大日方伝、1942年 - 東宝映画東京撮影所
- 『緑の故郷』 : 監督渡辺邦男、撮影川村清衛、主演黒川弥太郎・原節子、1946年 - 東宝
- 『戦争と平和』 : 監督山本薩夫・亀井文夫、撮影宮島義勇、主演池部良・岸旗江、1947年 - 東宝
- 『女の一生』 : 監督亀井文夫、撮影宮島義勇、主演岸旗江、1949年 - 東宝・藤本プロダクション
- 『恋狼火』 : 監督洲多競（楠田清）、撮影仲沢博治、主演山田五十鈴、1949年 - 新演伎座 / 東宝
- 『どっこい生きてる』 : 監督今井正、撮影宮島義勇、主演四代目 河原崎長十郎、1951年 - 新星映画

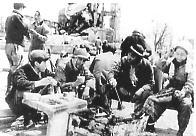
『どっこい生きてる』、1951年。

- 『ひめゆりの塔』 : 監督今井正、撮影中尾駿一郎、主演津島恵子、1953年 - 東映東京撮影所
- 『愛すればこそ 第一話 花売り娘』 : 監督吉村公三郎、撮影宮島義勇、主演乙羽信子、1955年 - 独立映画
- 『愛すればこそ 第二話 とびこんだ花嫁』 : 監督今井正、撮影中尾駿一郎、主演香川京子、1955年 - 独立映画
- 『愛すればこそ 第三話 愛すればこそ』 : 監督山本薩夫、撮影伊藤武夫、主演山田五十鈴、1955年 - 独立映画
- 『由紀子』 : 監督今井正、撮影中尾駿一郎、主演津島恵子、1955年 - 中央映画
- 『森は生きている』 : 監督木村荘十二、撮影前田実、主演安田チエ子・千田是也、1956年 - 劇団民芸・独立映画
- 『生きている人形』 : 監督小林千種・武田敦、撮影前田実、主演桐田紋十郎・山田五十鈴、1957年 - 山本薩夫プロダクション・文楽三和会
- 『赤い陣羽織』 : 監督山本薩夫、撮影前田実、主演十七代目 中村勘三郎、1958年 - 歌舞伎座
- 『キクとイサム』 : 監督今井正、撮影中尾駿一郎、主演高橋エミ子・奥の山ジョージ、1959年 - 大東映画
- 『人間の壁』 : 監督山本薩夫、撮影前田実、主演香川京子・宇野重吉、1959年 - 山本薩夫プロダクション / 新東宝
- 『武器なき斗い』 : 監督山本薩夫、撮影前田実、主演下元勉・渡辺美佐子、1960年 - 大東映画
- 『松川事件』 : 監督山本薩夫、撮影佐藤昌道、主演小沢弘治・宇野重吉、1961年 - 松川事件劇映画製作委員会
- 『乳房を抱く娘たち』 : 監督山本薩夫、撮影黒田清巳、主演山本圭、1962年 - 全農映 / 大映
- 『忍びの者』 : 監督山本薩夫、撮影竹村康和、主演八代目 市川雷蔵、1962年 - 大映京都撮影所
- 『続・忍びの者』 : 監督山本薩夫、撮影武田千吉郎、主演八代目 市川雷蔵、1963年 - 大映京都撮影所
- 『新・忍びの者』 : 監督森一生、撮影今井ひろし、主演八代目 市川雷蔵、1963年 - 大映京都撮影所
- 『忍びの者 霧隠才蔵』 : 監督田中徳三、撮影武田千吉郎、主演八代目 市川雷蔵、1964年 - 大映京都撮影所
- 『忍びの者 続・霧隠才蔵』 : 監督池広一夫、撮影牧浦地志、主演八代目 市川雷蔵、1964年 - 大映京都撮影所
- 『証人の椅子』 : 監督山本薩夫、撮影上村竜一、主演奈良岡朋子・吉行和子、1965年 - 山本薩夫プロダクション / 大映
- 『忍びの者 伊賀屋敷』 : 監督森一生、撮影今井ひろし、主演八代目 市川雷蔵、1965年 - 大映京都撮影所
- 『清作の妻』 : 監督増村保造、撮影秋野友宏、主演若尾文子・田村高廣、1965年 - 大映東京撮影所
- 『スパイ』 : 監督山本薩夫、撮影前田実、主演田宮二郎・小川真由美、1965年 - 山本薩夫プロダクション / 大映
- 『氷点』 : 監督山本薩夫、撮影中川芳久、主演若尾文子・安田道代、1962年 - 大映東京撮影所
- 『白い巨塔』 : 監督山本薩夫、撮影宗川信夫、主演田宮二郎、1962年 - 大映東京撮影所
- 『ごんたくれ』 : 監督村野鉄太郎、撮影上原明、主演宇津井健・吉行和子、1962年 - 大映東京撮影所
- 『女の賭場』 : 監督田中重雄、撮影小林節雄、主演江波杏子・川津祐介、1962年 - 大映東京撮影所
- 『にせ刑事』 : 監督山本薩夫、撮影小林節雄、主演勝新太郎・加東大介、1967年 - 大映東京撮影所
- 『座頭市牢破り』 : 監督山本薩夫、撮影宮川一夫、主演勝新太郎、1967年 - 勝プロダクション・大映京都撮影所
- 『ドレイ工場』 : 総監督山本薩夫、監督武田敦、撮影義江道夫・上村竜一、主演前田吟・日色ともゑ、1968年 - 「ドレイ工場」製作上映委員会
- 『牡丹灯籠』 : 監督山本薩夫、撮影牧浦地志、主演本郷功次郎、1968年 - 大映京都撮影所
- 『沖縄』 : 監督武田敦、撮影瀬川浩、主演佐々木愛・三代目 中村翫右衛門、1970年 - 「沖縄」製作上映委員会
- 『小林多喜二』 : 監督今井正、撮影中尾駿一郎、主演山本圭、1974年 - 多喜二プロダクション
- 『教室205号』 : 監督橘祐典、撮影山本毅、主演梅地徳彦、1974年 - 青銅プロダクション・共同映画
- 『金環蝕』 : 監督山本薩夫、撮影小林節雄、主演仲代達矢・三國連太郎、1975年 - 大映映画
- 『あしたの火花』 : 監督橘祐典、撮影黒田清巳、主演原真也、1977年 - 総評 全日本造船機械労働組合・共同映画
- 『あゝ野麦峠』 : 監督山本薩夫、撮影小林節雄、主演大竹しのぶ、1979年 - 新日本映画 / 東宝
- 『南十字星』 : 監督丸山誠治、撮影岡崎宏三 / ジョン・マックレーン、主演中村敦夫・北大路欣也、1982年 - 新日本映画・サザン・インターナショナル・フィルム / 東宝
- 『母さんの樹』 : 監督橘祐典、撮影山本駿、主演長門裕之、1986年 - 翼プロダクション / 映画「母さんの樹」製作配給委員会

## 参考書籍
- 『軍艦だけ来なかった「東宝争議」 - 伊藤武郎インタヴュー』、『昭和史探訪 5』所収、編著三國一朗、番町書房、1975年 [7]
- 『映画少年』、伊藤昌洋、作品社、2001年 ISBN 4878933933

## 註
1. 1 2 3 4 5 6 7 8 9 10  伊藤武郎、『講談社 日本人名大辞典』、講談社、コトバンク、2009年12月23日閲覧。
2. 1 2 3  日映演、大原デジタルライブラリー、法政大学大原社会問題研究所、2021年8月1日閲覧。
3. ↑  日本映画演劇労働組合、法政大学大原社会問題研究所、2009年12月23日閲覧。
4. ↑  戦争と平和、日本映画データベース、2009年12月23日閲覧。
5. 1 2 3 4 5  中央映画撮影所、調布市立図書館、2009年12月23日閲覧。
6. ↑  逝去2001、日刊スポーツ、2009年12月23日閲覧。
7. ↑  昭和史探訪 5、国立国会図書館、2009年12月23日閲覧。